# One Win
One Win (en hangul, 1승; romanización revisada, 1seung) es una película dramática surcoreana de tema deportivo, coescrita y dirigida por Shin Yeon-shick, y protagonizada por Song Kang-ho, Park Jung-min y Jang Yoon-ju. Se estrenó en el Festival Internacional de Cine de Róterdam el 27 de enero de 2023, y en sala en su país el 4 de diciembre de 2024.      

## Sinopsis
Woo-jin, que en un lejano pasado llegó a ser nombrado el jugador más valioso del voleibol, como entrenador no ha experimentado nunca el éxito; dirige ahora una academia de voleibol infantil que pasa por una crisis y se encuentra al borde del cierre. Entonces es designado entrenador del equipo de voleibol femenino Pink Storm, también a punto de disolverse por sus pésimos resultados. Según el contrato que firma, Woo Jin solo tiene que ganar un juego para porder salvar al equipo de su desaparición. El problema es que el Pink Storm solo tiene jugadoras de segunda categoría, porque su dueño, Jung-won, vende a las más prometedoras a otros equipos y solo trae las que estos se niegan a fichar. Por otra parte, Jung-won ha prometido que cada vez que el equipo gane un partido le dará a un espectador elegido al azar una recompensa de veinte millones de wones. Esto hace que comience la nueva temporada con una gran popularidad, pero el Pink Storm sigue perdiendo, y pese al trabajo de Woo-jin y los cambios que introduce persiste la duda de si será capaz de ganar un encuentro.

## Reparto
- Song Kang-ho como Kim Woo-jin.[2][3][4]
- Park Jung-min como Kang Jeong-won.[5][6]
- Jang Yoon-ju como Bang Soo-ji.[7]
- Park Myung-hoon como el capitán de Pink Storm.[8]
- Lee Min-ji como Yuki, una jugadora extranjera de Piunk Storm.[8]
- Na Hyun-woo como el marido de Bang Soo-ji.[9]
- Lee Sook-ja como una comentarista deportiva.[10]
- Kim Hong-pa como Moon Oh-seong, el entrenador del mejor equipo de voleibol femenino del país.[11]
- Lee Joo-young como Hani.[12]
- Lee Dong-geun como locutor.[10]
- Ku Si-yeon como Jeong-ah

### Apariciones especiales
- Jo Jung-suk como el entrenador del equipo Super Girls.[13]
- Kim Yeon-koung como una jugadora de voleibol novata.[14][10]
- Han Yoo-mi como Sung Yu-ra, jugadora estrella del equipo Black Queens.[10]
- Shin Jin-sik como el entrenador del equipo Five Stars.[10]
- Kim Se-jin como el entrenador del equipo Spike Wings.[10]
- Ha Kyung-min como el entrenador de Pink Storm.[10]

## Producción
El director de la película es Shin Yeon-sik, que en su larga trayectoria ha sido guionista y director de títulos como The Fair Love, The Russian Novel, Cassiopeia y Cobweb. Shin trabajó con miembros habituales de su equipo, como el productor Kim Ji-hyung , el director de fotografía Choi Yong-jin y el director artístico Lee Jae-seong.
La participación de Song Kang-ho en One Win se confirmó el 11 de agosto de 2020. Dos días después la agencia de Park Jung-min Sam Company comunicó que estaba evaluando positivamente una oferta para unirse al proyecto. El 31 del mismo mes la prensa especializada anunció la incorporación de Lee Min-ji y de Lee Joo-young. El 29 de diciembre sucesivo fue el turno de Jang Yoon-ju.
En la conformación del reparto de actores se tuvo en cuenta el género de la película para incluir un buen número de jugadoras y jugadores profesionales de voleibol, en activo o retirados, que no solo contribuyeron a conferir mayor realismo a las escenas de los partidos, sino también a la preparación de las mismas con los actores no familiarizados con este deporte. Entre todos ellos destaca la presencia de la gran figura femenina del voleibol surcoreano Kim Yeon-koung.
El rodaje se desarrolló entre noviembre de 2020 y febrero de 2021, con la previsión de estrenar ese mismo año. Partes del rodaje se llevaron a cabo en Boryeong (provincia de Chungcheong del Sur) y en Taebaek (provincia de Gangwon). Durante el mismo se dio gran importancia a imprimir el mayor realismo a las escenas de los partidos, a través de una larga e intensa preparación de los actores. Además, se usó un sistema de siete cámaras para captar los movimientos de estos desde diferentes ángulos, y un dispositivo skywalker para moverse libremente por cada rincón del estadio. En la escena de apertura se recurrió a una cámara de alta velocidad. También hubo un aporte de efectos especiales, por ejemplo para dibujar las trayectorias de la pelota. Por último, se incluyeron en el reparto algunas jugadoras profesionales de voleibol.
El 21 de octubre de 2024 la distribuidora confirmó que el estreno comercial sería en diciembre y publicó el primer cartel del filme.

## Estreno y taquilla
One Win fue invitada a la sección Big Screen Competition en el 52.º Festival Internacional de Cine de Róterdam, donde tuvo su estreno mundial el 27 de enero de 2023, y fue recibida muy favorablemente por el público.
One Win es la primera película surcoreana que trata el deporte del voleibol; el género del drama deportivo surcoreano había fracasado repetidamente en taquilla. Los últimos éxitos se remontaban a 2008 y 2009, con Forever the Moment y Take Off, 4 y 8,39 millones de espectadores respectivamente, mientras que las producciones posteriores (como Dream, Rebound y otras) habían registrado pérdidas. Por tal motivo había expectativas sobre si esta vez sería diferente.
El estreno comercial tuvo lugar el 4 de diciembre de 2024. El punto de equilibrio para amortizar la inversión se estimaba en 1,8 millones de espectadores. El día de su estreno vendió 46 362 entradas. La audiencia total, sin embargo, se quedó muy lejos del objetivo, con 323 340 espectadores, que dejaron una taquilla de 1,97 millones de dólares, quedando por este concepto en la trigesimosegunda posición entre las películas surcoreanas estrenadas en 2024.
La película pasó a estar disponible en los servicios de vídeo bajo demanda desde el 24 de diciembre de 2024.

## Crítica
Neil Young (ScreenDaily) muestra su desilusión por el desarrollo del guion: «un comienzo prometedor y poco convencional pronto se convierte en algo predecible y cliché», y no entiende por qué un actor exigente como Song Kang-ho aceptó un guion tan «tibio»; critica además la manera masculina en que retrata a las jugadoras, que pese a ser profesionales son presentadas como inmaduras e hiperemocionales, algo que una guionista femenina probablemente habría resuelto de otro modo. Otros puntos de su crítica recaen en la exagerada colocación de producto de una marca deportiva coreana, y en la deficiente banda sonora.
Choi Young-joo (NoCut News) afirma que «aunque la película trata sobre voleibol, la atención se centra más en el entrenador que en los jugadores, y en el drama más que en el deporte», con lo que tiene menos atractivo como película deportiva en comparación con los modelos del género; en este sentido, las alusiones a Rocky desde el principio funcionan como un arma de doble filo. Como elementos positivos, señala las apariciones de muchas jugadoras y jugadores de voleibol y de actores como Jo Jung-seok, así como la «actuación apasionada» de Song Kang-ho, aunque es la actriz Lee Min-ji la que se apodera de la escena en el filme.